# Stylogyne lateriflora
Stylogyne lateriflora (Sw.) Mez – gatunek roślin z rodziny pierwiosnkowatych (Primulaceae). Występuje naturalnie na Portoryko i Małych Antylach. 

## Morfologia
PokrójZimozielone drzewo lub krzew. Dorastające do 10 m wysokości.
LiścieBlaszka liściowa ma owalny, eliptyczny lub eliptycznie odwrotnie jajowaty kształt. Mierzy 7–25 cm długości oraz 6–11 cm szerokości, jest całobrzega, ma klinową nasadę i spiczasty wierzchołek. Ogonek liściowy jest nagi i ma 4–10 mm długości.
KwiatyZebrane w wierzchotkach wyrastających z kątów pędów. Mają 5 działek kielicha o owalnym kształcie i dorastających do 2 mm długości. Płatków jest 5, są odwrotnie jajowate i mają białą lub różową barwę oraz 2–3 mm długości.
OwocePestkowce mierzące 6-7 mm średnicy, o kulistym kształcie.

## Biologia i ekologia
Rośnie w lasach, na wysokości do 1200 m n.p.m.